# Sortosville-en-Beaumont

Sortosville-en-Beaumont este o comună în departamentul Manche, Franța. În 1 ianuarie 2022 avea o populație de 302 de locuitori.